# ルーカス郡 (オハイオ州)
座標: 北緯41度40分 西経83度30分 / 北緯41.667度 西経83.500度
ルーカス郡（英: Lucas County）は、アメリカ合衆国オハイオ州にある郡である。人口は43万1279人（2020年）。郡庁所在地はトレドである。
郡名の由来は当時の第12代オハイオ州知事ロバート・ルーカスが2期目任期中の1835年にこの郡を設立したことに由来をする。
この郡の設立がミシガン準州との間にトレド戦争を引き起こすことになった。
ルーカス郡はトレド都市圏の一部にあたる。

## 地理
アメリカ合衆国国勢調査局によると、この郡の総面積は1,543km2 (596mi2)である。
このうち882km2 (340mi2)が陸地、662km2 (255mi2)が水地域であり、総面積の42.88%が水地域である。
ルーカス郡をモーミー川が横断している。

### 隣接する郡
- モンロー郡 (ミシガン州) (Monroe County, Michigan) （北）
- エセックス郡 (オンタリオ州) (Essex County, Ontario) エリー湖の対岸に位置している。（北東）
- オタワ郡 (Ottawa County) （南東）
- ウッド郡 (Wood County) （南）
- ヘンリー郡 (Henry County) （南西）
- フルトン郡 (Fulton County) （西）
- レンアウェイ郡 (ミシガン州) (Lenawee County, Michigan) （北西）

### 国立自然公園
- シダーポイント国立野生生物保護区
- オタワ国立野生生物保護区（一部）
- ウェストシスター島国立野生生物保護区

## 人口動態
2000年国勢調査で、この郡の人口は455,054人、182,847世帯、及び116,290家族が暮らしている。人口密度は516人/km2 (1,337人/mi2)である。223軒/km2 (576軒/mi2)の密度に196,259世帯の住宅が建っている。この郡の人種的な構成は白人77.50%、アフリカン・アメリカン19.98%、先住民0.26%、アジア1.21%、太平洋諸島系0.02%、その他の人種1.86%、及び混血2.16%、人口の4.54%はヒスパニックまたはラテン系である。
182,748世帯のうち、31.10%は18歳未満の子供と同居しており、44.70%は夫婦で一緒に生活をしている。14.70%は夫のいない女性が世帯主であり、36.40%は独身である。全世帯の30.10%は一人暮らしであり、10.50%が65歳以上である。平均世帯人数は2.44人であり、平均家族人数は3.06人である。
この郡の住民は26.30%が18歳未満の未成年、18歳以上24歳以下は9.80%、25歳以上44歳以下29.10%、45歳以上64歳以下が21.70%、65歳以上が13.10%である。
中央値年齢は35歳である。女性100人あたりに対しての男性の人数比は92.60人である。18歳以上の女性100人あたりに対しての男性の人数比は88.60人である。
この郡の一世帯ごとの平均的な収入は38,004ドルであり、家族ごとの平均的な収入は48,190ドルである。男性39,415ドルに対して女性は26,447ドルの平均的な収入である。一人当たりの収入は20,518ドルである。人口の約10.70%及び家族の13.90%は貧困線以下である。全人口のうち18歳未満の13.90%と65歳以上の8.70%は貧困線以下の生活を送っている。

## 行政
詳細はオハイオ郡政府を参照

## 自治体
都市 
| - トレド（郡庁所在地） - モーミー (Maumee) | - オレゴン (Oregon) - シルバニア (Sylvania) |

 村 
| - バーケイ (Berkey) - ハーバービュー (Harbor View) - ホランド (Holland) - オタワヒルズ (Ottawa Hills) | - スワントン (Swanton) - ウォーターヴィル (Waterville) - ホワイトハウス (Whitehouse) |

 郡区(タウンシップ) 

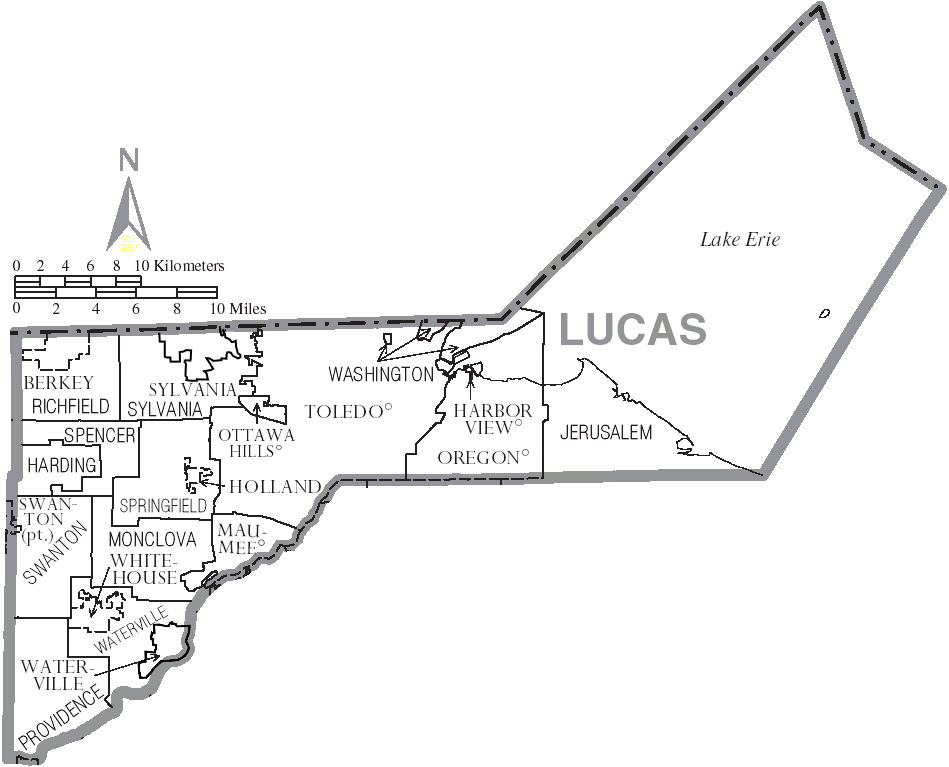
ルーカス郡のコミュニティー及び郡区

| - ハーディング (Harding) - エルサレム (Jerusalem) - モンクローバ (Monclova) | - プロビデンス (Providence) - リッチフィールド (Richfield) - スペンサー (Spencer) | - スプリングフィールド (Springfield) - スワントン (Swanton) - シルバニア (Sylvania) | - ワシントン (Washington) - ウォーターヴィル (Waterville) |

 他のコミュニティー 
| - アレクシスアディション (Alexis Addition) - ボノ (Bono) - ビジネスコーナー (Business Corner) - センテニアル (Centennial) - セントラルアヴェニューパーク (Central Avenue Park) - Crissey | - カーティス (Curtice) - イースト (East Swanton) - フランクフォート (Frankfort) - ガーデン (Garden) - ヘイブンパーク (Haven Park) - ミッドウェイ (Midway) | - Mitchaw - モンクローバ (Monclova) - ネアポリス (Neapolis) - ナイル ビーチ (Niles Beach) - リッチフィールドセンター (Richfield Center) - コーナーズ (Sandburr Corners) | - シリカ (Silica) - サウスヒルパーク (South Hill Park) - スプリングバレー (Spring Valley) - ウィルキンス (Wilkins) - Yondota |

## 交通

### 主要高速道路
- 州間高速道路75号線
- 州間高速道路80号線
- 州間高速道路90号線
- 州間高速道路280号線
- 州間高速道路475号線
- 国道20号線
- 国道23号線
- 国道24号線

## 参照
1. ↑  “Quickfacts.census.gov”. 2023年8月30日閲覧。
2. ↑  “ルーカス郡のデータ”.  オハイオ州立大学公開データセンター. 2007年4月28日閲覧。[リンク切れ]
3. ↑  “オハイオ州の郡のプロフィール：ルーカス郡” (PDF).   オハイオ州開発局. 2007年6月21日時点のオリジナルよりアーカイブ。2007年4月28日閲覧。
4. ↑   American FactFinder, United States Census Bureau 2008年1月31日閲覧。